# یهودیان ایتالیا
جامعه یهودیان ایتالیا مهاجر و غیربومی بوده و از کهن‌ترین جامعه‌های یهودی اروپای غربی بشمار می‌آید. نخستین مهاجرت یهودیان به ایتالیا به دوران امپراتوری روم بازمی‌گردد.

## تاریخ‌چه

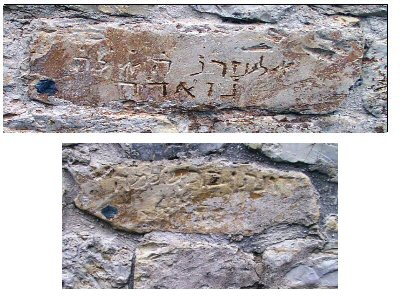
مقبره قدیمی دو یهودی در دیوار شهر پیزا

در کتاب تاریخ یهودیان ایتالیا اثر سسیل رث آمده‌است: 
سابقه حضور یهودیان در ایتالیا، به‌ویژه شهر رم به دو قرن قبل از میلاد مسیح برمی‌گردد… اگر نهادی در رم قدیمی‌تر از کلیسا وجود داشته باشد، آن کنیسه است.
اولین گروه یهودیان در شهر رم و مناطق جنوبی ایتالیای امروزی از جمله تارانتو، اوترانتو و باری و در کنار مسیر تجاری و بندرها ساکن شده و آغاز به بازرگانی میان اروپای شرقی و اروپای غربی کردند. مهاجران یهودی ایتالیا به‌طور عمده شامل صنعتگران، کشاورزان و بازرگانان می‌شد.